# Kryteria rzymskie III
Kryteria rzymskie III, wytyczne rzymskie III – opublikowana w 2006 klasyfikacja zaburzeń czynnościowych przewodu pokarmowego określająca zasady ich rozpoznawania oraz wytyczne dotyczące leczenia. Zasady te oparte są wynikiem konsensusu przyjętego przez międzynarodową grupę ekspertów.
Podstawę kryteriów  rozpoznania poszczególnych zaburzeń czynnościowych stanowią objawy zgłaszane przez chorego oraz brak odchyleń w badaniach dodatkowych wskazujących na chorobę organiczną.

## Podział zaburzeń czynnościowych przewodu pokarmowego według kryteriów rzymskich III

### A. Choroby czynnościowe przełyku
- A1. Zgaga czynnościowa
- A2. Czynnościowy ból w klatce piersiowej o przypuszczalnie przełykowym pochodzeniu
- A3. Dysfagia czynnościowa (czynnościowe zaburzenia połykania)
- A4. Gałka (globus)

### B. Choroby czynnościowe żołądka i dwunastnicy
- B1. Dyspepsja (niestrawność) czynnościowa
  - B1a. Zespół zaburzeń poposiłkowych
  - B1b. Zespół bólowy nadbrzusza
- B2. Zespół zaburzeń odbijania
  - B2a. Aerofagia (nadmierne przełykanie powietrza)
  - B2b. Nieokreślone intensywne odbijanie
- B3. Nudności i wymioty czynnościowe
  - B3a. Przewlekłe nudności idiopatyczne
  - B3b. Wymioty czynnościowe
  - B3c. Zespół cyklicznych wymiotów czynnościowych
- B4. Zespół przeżuwania u dorosłych

### C. Choroby czynnościowe jelit
- C1. Zespół jelita nadwrażliwego
- C2. Wzdęcie czynnościowe
- C3. Zaparcie czynnościowe
- C4. Biegunka czynnościowa
- C5. Nieokreślone zaburzenia czynnościowe jelit

### E. Choroby czynnościowe pęcherzyka żółciowego i zwieracza Oddiego
- E1. Zaburzenia czynnościowe pęcherzyka żółciowego
- E2. Zaburzenia czynnościowe dróg żółciowych związane  z dysfunkcją zwieracza Oddiego
- E3. Zaburzenia czynnościowe trzustki związane  z dysfunkcją zwieracza Oddiego

### F. Choroby czynnościowe odbytu i odbytnicy
- F1. Czynnościowe nietrzymanie stolca
- F2. Czynnościowy ból odbytu i odbytnicy
  - F2a. Przewlekły ból odbytu
    - F2a1. Zespół dźwigaczy odbytu
    - F2a2. Nieokreślony ból czynnościowy odbytu i odbytnicy

  - F2b. Napadowy ból odbytu
- F3. Czynnościowe zaburzenia oddawania stolca
  - F3a. Defekacja dyssynergiczna
  - F3b. Nieodpowiednia siła propulsywna podczas defekacji

### G. Choroby czynnościowe u noworodków, niemowląt i młodszych dzieci
- G1. Ulewania (regurgitacje) u niemowląt
- G2. Zespół przeżuwania (ruminacji) u niemowląt
- G3. Zespół wymiotów cyklicznych
- G4. Kolka niemowlęca
- G5. Biegunka czynnościowa
- G6. Dyschezja niemowlęca
- G7. Zaparcie czynnościowe

### H. Choroby czynnościowe u starszych dzieci i młodzieży
- H1. Wymioty i aerofagia
  - H1a. Zespół przeżuwania u młodzieży dojrzewającej
  - H1b. Zespół wymiotów cyklicznych
  - H1c. Aerofagia
- H2. Zaburzenia czynnościowe związane z bólem brzucha
  - H2a. Dyspepsja czynnościowa
  - H2b. Zespół jelita drażliwego
  - H2c. Migrena brzuszna
  - H2d. Czynnościowy ból brzucha okresu dziecięcego
    - H2d1. Zespół czynnościowego bólu brzucha okresu dziecięcego
- H3. Zaparcie i nietrzymanie stolca
  - H3a. Zaparcie czynnościowe
  - H3b. Nieretencyjne nietrzymanie stolca